# Torbjörn Lassenius
Lars Torbjörn Lassenius, noto anche con il soprannome Tobbe (Helsinki, 4 agosto 1931), è un ex multiplista finlandese, medaglia d'argento nel decathlon agli Europei di Berna 1954.

## Biografia
Ai campionati europei di Berna 1954, disputati allo Stadio Neufeld, vinse la medaglia d'argento nel decathlon, battuto dal sovietico Vasilij Kuznecov.
Ha rappresentato la Finlandia ai Giochi olimpici estivi di Melbourne 1956, dove si classificò settimo nel decathlon.
Agli europei di Stoccolma 1958, terminò all'undicesimo posto.

## Palmarès
| Anno | Manifestazione  | Sede      | Evento    | Risultato | Prestazione | Note |
| ---- | --------------- | --------- | --------- | --------- | ----------- | ---- |
| 1954 | Europei         | Berna     | Decathlon | Argento   | 6 424 p.    |      |
| 1956 | Giochi olimpici | Melbourne | Decathlon | 7º        | 6 565 p.    |      |
| 1958 | Europei         | Stoccolma | Decathlon | 11º       | 6 010 p.    |      |